# بيرلاند
بيرلاند (بالإنجليزية: Pearland)‏ هي مدينة أمريكية تقع في ولاية تكساس.تبلغ مساحة هذه المدينة 122.9 (كم²)،ويبلغ عدد سكانها 91252 نسمة حسب إحصاء سنة 2010 م.

## التركيبة السكانية
حدّد مكتب تعداد الولايات المتحدة بيانات التركيبة السكانية لبيرلاند في تعداد الولايات المتحدة. في ما يلي، التركيبة السكانية حسب تعدادي 2000 و2010.

### تعداد عام 2000
بلغ عدد سكان بيرلاند 37,640 نسمة بحسب تعداد عام 2000، وبلغ عدد الأسر 13,192 أسرة وعدد العائلات 10,654 عائلة مقيمة في المدينة. في حين سجلت الكثافة السكانية 297.6 نسمة لكل كيلومتر مربع (770.8/ميل2). وبلغ عدد الوحدات السكنية 13,922 وحدة بمتوسط كثافة قدره 110.1 لكل كيلومتر مربع (285.2/ميل2).
وتوزع التركيب العرقي للمدينة بنسبة 82.62% من البيض و5.33% من الأمريكيين الأفارقة و0.42% من الأمريكيين الأصليين و3.65% من الأمريكيين ذوي الأصول الآسيوية و0.04% من سكان جزر المحيط الهادئ و6.12% من الأعراق الأخرى و1.82% من عرقين مختلطين أو أكثر و16.22% من الهسبانيون أو اللاتينيون من أي عرق.
بلغ عدد الأسر 13,192 أسرة كانت نسبة 46% منها لديها أطفال تحت سن الثامنة عشر تعيش معهم، وبلغت نسبة الأزواج القاطنين مع بعضهم البعض 67.6% من أصل المجموع الكلي للأسر، ونسبة 9.7% من الأسر كان لديها معيلات من الإناث دون وجود شريك، بينما كانت نسبة 3.4% من الأسر لديها معيلون من الذكور دون وجود شريكة وكانت نسبة 19.2% من غير العائلات. تألفت نسبة 15.8% من أصل جميع الأسر من عدة أفراد يعيشون في نفس المنزل ونسبة 4.8% كانت تتألف من شخص يعيش بمفرده يبلغ من العمر 65 عاماً أو أكثر. وبلغ متوسط حجم الأسرة المعيشية 2.84، أما متوسط حجم العائلات فبلغ 3.17.
بلغ العمر الوسطي للسكان 34.3 عاماً. وكانت نسبة 28.8% من القاطنين تحت سن الثامنة عشر، وكانت نسبة 7.3% بين الثامنة عشر والرابعة والعشرين عاماً، ونسبة 34.2% كانت واقعةً في الفئة العمرية ما بين الخامسة والعشرين والرابعة والأربعين عاماً، ونسبة 21.2% كانت ما بين الخامسة والأربعين والرابعة والستين، ونسبة 8% كانت ضمن فئة الخامسة والستين عاماً فما فوق. يوجد لكل 100 أنثى 96.9 ذكر، ويوجد لكل 100 أنثى في الثامنة عشر من عمرها فما فوق 94.6 ذكر.
بلغ متوسط دخل الأسرة في المدينة 85,286 دولارًا، أما متوسط دخل العائلة فبلغ 85,489 دولارًا. وكان متوسط دخل الذكور 53,750 دولارًا مقابل 26,250 دولارًا للإناث. وسجل دخل الفرد الخاص بالمدينة 28,598 دولارًا. وكانت نسبة 0% من العائلات ونسبة 12.5% من السكان تحت خط الفقر،

### تعداد عام 2010
بلغ عدد سكان بيرلاند 91,252 نسمة بحسب تعداد عام 2010، وبلغ عدد الأسر 31,222 أسرة وعدد العائلات 24,564 عائلة مقيمة في المدينة. في حين سجلت الكثافة السكانية 721.4 نسمة لكل كيلومتر مربع (1,868.4/ميل2). وبلغ عدد الوحدات السكنية 33,169 وحدة بمتوسط كثافة قدره 262.2 لكل كيلومتر مربع (679.1/ميل2).
وتوزع التركيب العرقي للمدينة بنسبة 61.97% من البيض و16.40% من الأمريكيين الأفارقة و0.47% من الأمريكيين الأصليين و12.39% من الأمريكيين ذوي الأصول الآسيوية و0.04% من سكان جزر المحيط الهادئ و6% من الأعراق الأخرى و2.74% من عرقين مختلطين أو أكثر و20.49% من الهسبانيون أو اللاتينيون من أي عرق.
بلغ عدد الأسر 31,222 أسرة كانت نسبة 47.3% منها لديها أطفال تحت سن الثامنة عشر تعيش معهم، وبلغت نسبة الأزواج القاطنين مع بعضهم البعض 63.5% من أصل المجموع الكلي للأسر، ونسبة 11.2% من الأسر كان لديها معيلات من الإناث دون وجود شريك، بينما كانت نسبة 4% من الأسر لديها معيلون من الذكور دون وجود شريكة وكانت نسبة 21.3% من غير العائلات. تألفت نسبة 17.1% من أصل جميع الأسر من عدة أفراد يعيشون في نفس المنزل ونسبة 4% كانت تتألف من شخص يعيش بمفرده يبلغ من العمر 65 عاماً أو أكثر. وبلغ متوسط حجم الأسرة المعيشية 2.91، أما متوسط حجم العائلات فبلغ 3.30.
بلغ العمر الوسطي للسكان 34.1 عاماً. وكانت نسبة 29.5% من القاطنين تحت سن الثامنة عشر، وكانت نسبة 6.8% بين الثامنة عشر والرابعة والعشرين عاماً، ونسبة 32.6% كانت واقعةً في الفئة العمرية ما بين الخامسة والعشرين والرابعة والأربعين عاماً، ونسبة 23.3% كانت ما بين الخامسة والأربعين والرابعة والستين، ونسبة 7.7% كانت ضمن فئة الخامسة والستين عاماً فما فوق. وتوزع التركيب الجنسي للسكان بنسبة 48.6% ذكور و51.4% إناث.

## أعلام
- جوستين رينولدز
- دونالد ميلر
- راي كونينغهام
- داريل هاميلتون
- راندي ويبر